# علي بابصيل
علي بن محمد سعيد با بصيل (1273 هـ - 1353 هـ) مفتي الشافعية بمكة المكرمة وإمام مقامها بالحرم المكي.  تلقى العلم عن والده وعن علماء عصره، منهم الشيخ عمر باجنيد، والشيخ سعيد يماني، والشيخ عبد الرحمن الدهان، والشيخ أسعد الدهان. درس بالمسجد الحرام.

## التدريس بالمسجد الحرام
أجيز بالتدريس بالمسجد الحرام فدرّس وكانت حلقة درسه في حصوة باب الوداع. فكان يعلم في حلقته الحديث، خاصة صحيح البخاري بحاشية السندي، كما يدرس صحيح الإمام مسلم، إضافة إلى تدريسه تفسير القرآن الكريم والفقه، وكان إماما في المقام الشافعي بالحرم، وخطيبا مفوها لخطبه قوة وتأثير في النفس. 

## وظائفه
تولّى وكيل قاض، ورافق الهيئة العلمية التي أوفدتها الحكومة العثمانية إلى الإمام يحيى بن حيمد الدين بصنعاء سنة 1325 هـ للتوسط بين الحكومة العثمانية وبينه لإيقاف القتال وإنهاء النزاع وسوء التفاهم.

## جهاده
مما يروى عنه أنه عندما طلب الشريف عون الرفيق تدريب بعض الأهالي على الرماية وبعض الأعمال العسكرية في 1294هـ، تحسبا لأي هجوم من قبل القوات الإنجليزية التي ساءت علاقتها بالدولة العثمانية في تلك الفترة، كان بابصيل يخرج مع بعض طلبة العلم لحضور هذه التدريبات في الساحة الواقعة أمام قصر الشريف. 

## سياسيا
عندما ساءت الأوضاع بين الدولة العثمانية والثوار في اليمن، طلب السلطان العثماني عبد الحميد الثاني من الشريف علي أمير مكة المكرمة أن يرسل وفدا من العلماء والأعيان المكيين لمناصحة إمام اليمن الإمام يحيى حميد الدين، وأن يطلب منه إيقاف الحرب التي تشنها قواته على الحاميات العثمانية، وذلك بعد أن ارتأت الدولة أن أسلوب القمع لم يعد مجديا في مقاومة الثوار اليمنيين، فتألف الوفد المكي من مفتي الشافعية محمد بابصيل، ومفتي الأحناف عبد الله بن صديق، ومن العلماء الشيخ صالح كمال، والشيخ محمد خياط، وأعيان مكة عبد القادر قطب، وتوجه الوفد إلى اليمن في منتصف 1325هـ، وكان موفقا في مهمته. 

## المؤلفات
له عده مؤلفات معظمها تم اتلافه وحرقه بعد سقوط حكم الأشراف على الحجاز.

## أولاده
له ابنان:
1. الشيخ شيخ بابصيل عالم اللغة العربية.
2. الشيخ عبد المحسن بابصيل.

وآخر أحفاده الشيخ محمد حسن بابصيل القاضي في العهد السعودي.

## وفاته
تُوفي في 1353 هجرية، وشيعت جنازته بجموع حافلة، ودفن بمقابر المعلاة.